# Joaquín Crespo

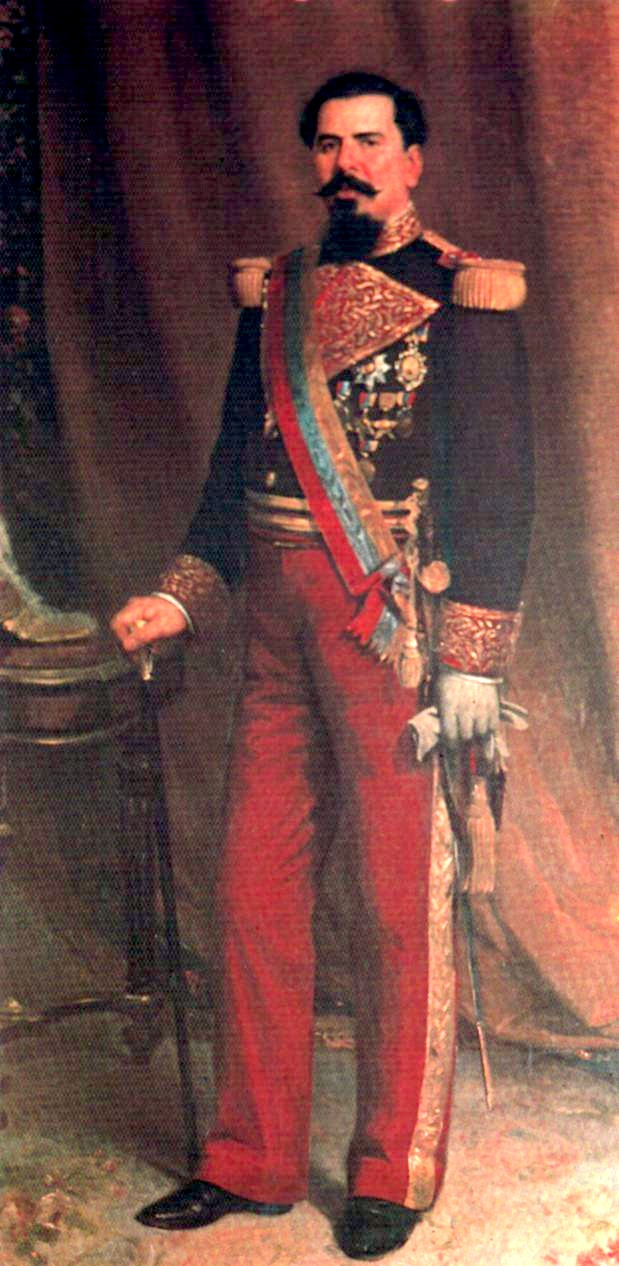
Joaquín Crespo

Joaquín Sinforiano de Jesús Crespo Torres (n. 22 august 1841, San Francisco de Cara, Aragua, Venezuela - d. 16 aprilie 1898, La Mata Carmelera, Cojedes, Venezuela) a fost un om politic, președintele Venezuelei în perioada 1884-1886 și 1892- 1898.